# Hartmann III. von Grüningen

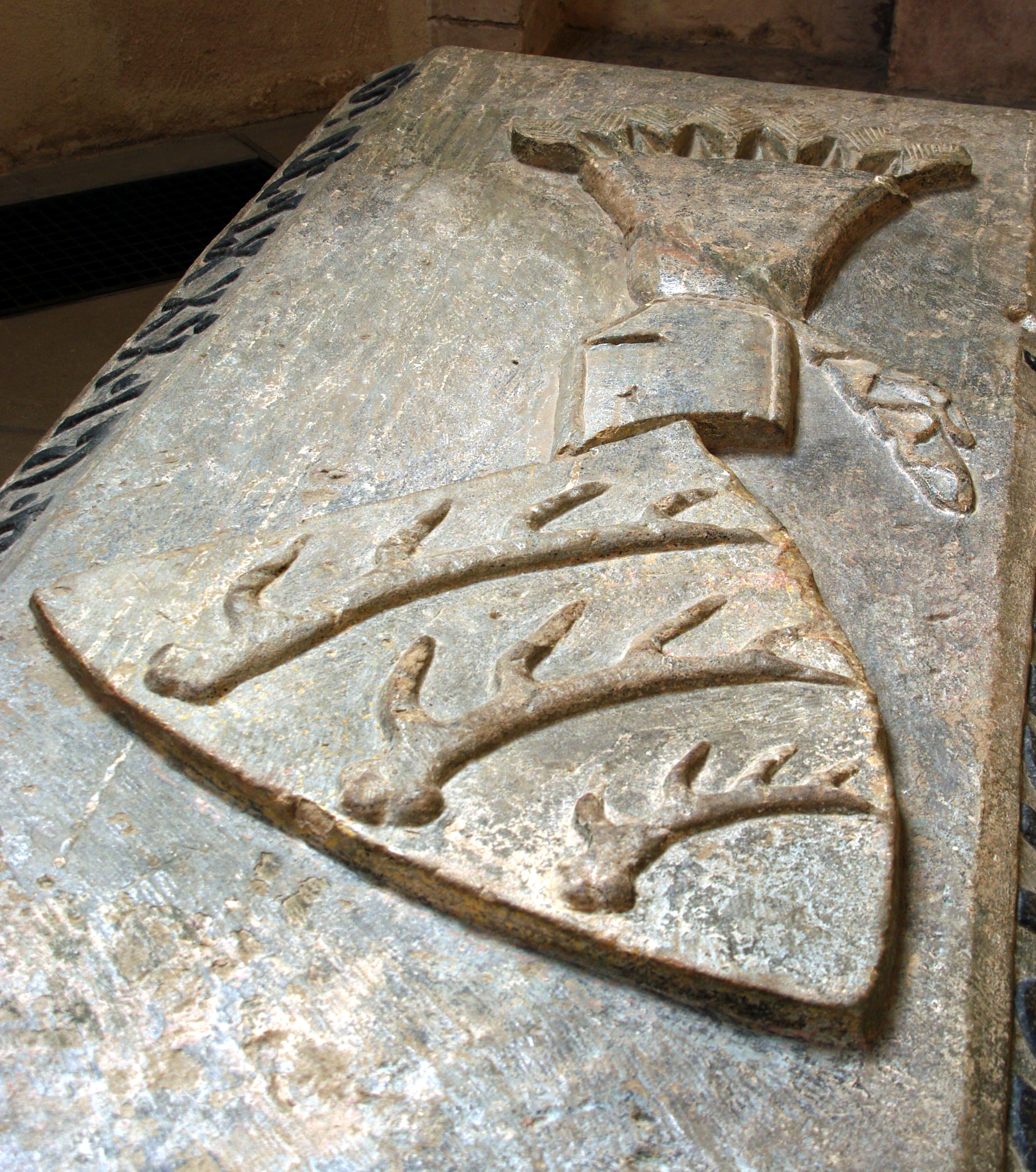
Grabplatte Hartmanns von Grüningen in der Markgröninger Bartholomäuskirche. Sie gilt als älteste erhaltene Grabplatte eines Grafen von Württemberg.

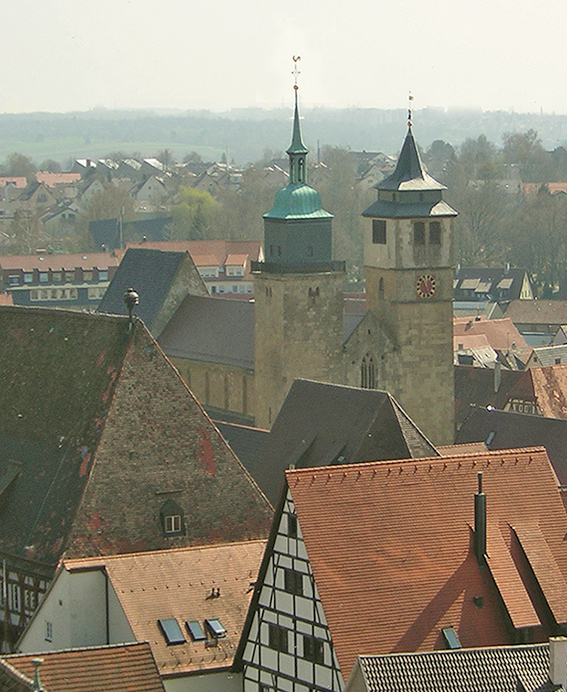
Die von den Grafen von Grüningen in ihrer Hauptresidenz errichtete Bartholomäuskirche war als Grablege ihrer fürstlichen Dynastie vorgesehen

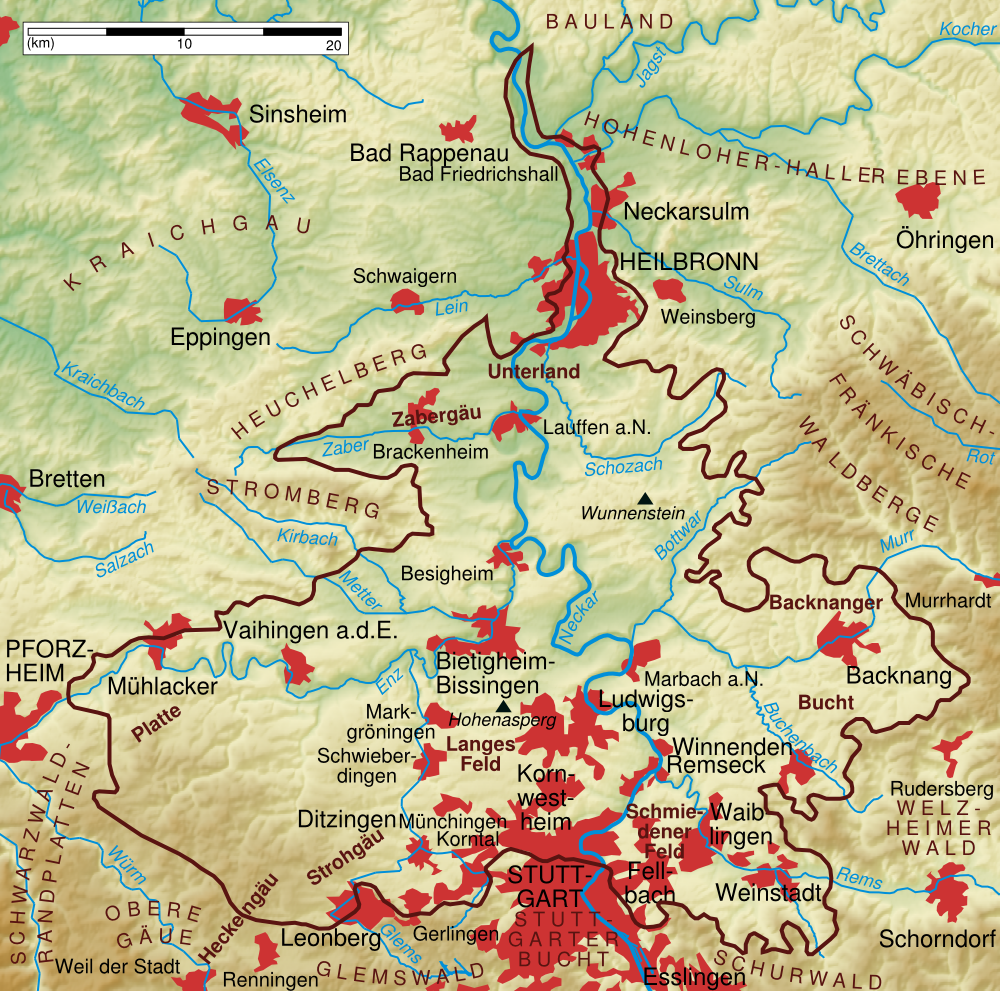
Im Neckarbecken zwischen dem Heuchelberg im Nordwesten und dem Halbrund der Keuperwaldberge (braun) hatten die Grafen von Grüningen etliche staufische und Reichsgüter übernommen

Hartmann II. von Grüningen (* vor 1252; † 1280 oder vor 12. März 1273), entstammte der Seitenlinie Grüningen-Landau des Hauses Württemberg. Seine Eltern waren Graf Hartmann I. von Grüningen und eine unbekannte erste Gattin. Hartmann II. wehrte sich lt. Fendrich (2016) ab 1275 vergeblich gegen die „Revindikationspolitik“ König Rudolfs von Habsburg, starb nach jahrelangem Konflikt in Kerkerhaft auf dem Hohenasperg und wurde wie sein Vater in ihrer neuen Kirche und Grablege in Grüningen beigesetzt. Mit seinem Tod begann der Abstieg dieser jungen württembergischen Dynastie.

## Hartmann I. = Hartmann I. + Hartmann II. + Hartmann III.?
Dieser Wikipedia-Artikel basiert auf der in neuerer Zeit nur von Fendrich (2016) vertretenen Hypothese, es habe in Wirklichkeit Vater, Sohn und Enkel gegeben, die allesamt Hartmann von Grüningen hießen und von der modernen Geschichtsforschung fälschlich zu einer Person, dem Vater Hartmann I. von Grüningen, zusammengefasst wurden. Dieser Artikel über Hartmann II. bzw. III. steht daher im Widerspruch zu dem Artikel über Hartmann I. von Grüningen. Ebenfalls auf der Annahme der drei Hartmänner beruht der Artikel über Hartmann I. bzw. II. von Grüningen.

## Vergebliche Gegenwehr und Niedergang
Hartmann II. hat lt. Fendrich vermutlich um den Jahreswechsel 1274/75 den von Grüningen aus gelenkten unterländischen Besitz seines Vaters geerbt, den es gegen die „Revindikationspolitik“ König Rudolfs von Habsburg zu verteidigen galt. Dieser forderte seit 1273 die von den Staufern übernommenen Reichsgüter im Neckarbecken und insbesondere Burg und Stadt Grüningen zurück, die Hartmann I. vom antistaufischen König Wilhelm von Holland zusammen mit der Reichssturmfahne als Erblehen bestätigt bekommen und daraufhin als Eigenbesitz interpretiert hatte. Während sich sein Vetter Graf Ulrich II. von Württemberg kompromissbereit zeigte, setzte Hartmann II. allein auf die militärische Karte und handelte sich damit einen weiteren fünf Jahre währenden Konflikt mit den königlichen Truppen ein.

### Brandschatzung in Grüningen
Sein Vater, der „Comes illustrissimus“ genannte Graf Hartmann I. (lt. Fendrich: II.), starb lt. Fendrich wohl 1274, spätestens Anfang 1275. Möglicherweise fiel er im Kampf oder erlag etwaigen Verwundungen, die er sich in den heftigen Auseinandersetzungen mit den königlichen Streitkräften zugezogen haben könnte. Allerdings könnten diese auch seinen vorherigen Tod ausgenutzt haben, als sie um 1275 gegen Grüningen zogen, die Stadt einnahmen und die von der Grafenfamilie neu errichtete Bartholomäuskirche in Brand steckten. Für diesen Todeszeitpunkt könnte allenfalls sprechen, dass 1275 kein Senior mehr genannt wird und evtl. eine Erb- und Namensteilung stattgefunden hatte. Während im Unterland künftig nur „Hartmann (II./III.) von Grüningen“ erscheint, urkunden im Oberland ab September 1274 ausschließlich die Söhne Konrad und Eberhard als „Grafen von Landau“.

### Gefeierte Revanche
Bei der ebenfalls umstrittenen Stadt Brackenheim konnte Vater oder Sohn Hartmann am 19. Oktober 1277 die feindlichen Truppen trotz ihrer Übermacht zurückschlagen und zahlreiche Gefangene nach Grüningen führen. Diesen Sieg feierte man in Grüningen laut einem überlieferten Gesangbuch mit stadtgeschichtlichen Einträgen als „Rache des Kirchenheiligen Bartholomäus“ für die Kirchenschändung von 1275. Ob die testamentarische Stiftung auf den Marienaltar der Bartholomäuskirche, die der Speyrer Bischof Friedrich von Bolanden 1277 bestätigte, in diesem Zusammenhang durch Hartmann II. erfolgte oder auf seinen Vater zurückgeht, ist unklar. Allerdings könnte aus diesem Anlass auch die undatierte Stiftung der Marienglocke durch Hartmann II. erfolgt sein. Auf ihr war folgendes in Latein eingraviert: Heilige Mutter Maria, Markus Lukas Matthäus Johannes, Graf Hartmann von Grüningen, der eine Tochter des Herrn von Eberstein zur Frau hat.

### Tod in Gefangenschaft
Im Frühjahr 1280 rückte allerdings ein weit größeres Heer einer Koalition schwäbischer Grafen unter Führung des Reichlandvogts Albrecht II. von Hohenberg heran. Anstatt sich in Grüningen zu verschanzen, trat Hartmann seinen Gegnern jedoch in offener Feldschlacht gegenüber und musste sich am 6. April 1280 geschlagen geben. Er starb am 4. Oktober 1280 nach halbjähriger Kerkerhaft auf dem Hohenasperg und wurde in der Bartholomäuskirche beigesetzt, die Hartmann I. als Grablege für seine Dynastie vorgesehen hatte. Die Grabplatte ist erhalten und gilt als ältestes Monument mit Württemberger Wappen.

### Umverteilung im Neckarbecken
Burggrafschaft und Stadt Grüningen fielen samt Reichssturmfahne zurück ans Reich. Hartmanns Brüder, insbesondere Konrad, der sich nun Graf von Grüningen nannte, mussten ihre Ansprüche auf die Grafschaft Grüningen aufgeben und später auch ihren Eigenbesitz in der Stadt an den König veräußern. Sie nannten sich nach dem endgültigen Verlust der Grüninger Hauptresidenz nur noch „Grafen von Landau“ nach ihrer Burg Landau bei Riedlingen an der Donau. Grüningen wurde darauf Freie Reichsstadt, die Reichsburg diente dem Reichslandvogt für Niederschwaben als Zweitresidenz.
In Marbach am Neckar konnten der Herzog Hermann I. von Teck und Graf Simon von Zweibrücken und Eberstein die Rechtsnachfolge von Hartmann II. anstelle seiner Brüder übernehmen; möglicherweise begünstigt durch familiäre Beziehungen zu Hartmanns einziger Erbin Beatrix von Grüningen.
Ausschlaggebend für die umfangreichen Territorialgewinne der Herzöge von Teck im Neckarbecken auf Kosten der Grafen von Grüningen dürfte wie beim Grafen Albrecht II. von Hohenberg allerdings ihre Königstreue gewesen sein. Das offenbar von den Grüninger Grafen an der Nordgrenze ihres unterländischen Territoriums ausgebaute Brackenheim erhob König Rudolf von Habsburg 1280 zur „Stadt mit allen Rechten und Freiheiten, welche die Reichsstadt Esslingen hatte“.

### Wieder in Württemberger Hand
Immer wieder in akuter Geldnot sah sich das Haus Landau in den achtziger und neunziger Jahren zum Verkauf zahlreicher Eigengüter gezwungen. Im Neckarbecken sind beispielsweise Veräußerungen in Fellbach, Immenrode (später abgegangene Siedlung), Ober- und Untertürkheim, Cannstatt oder Stuttgart belegt. König Adolf von Nassau kaufte den Grafen Konrad und Eberhard bis 1296 auch den Familienbesitz in der Stadt Grüningen in Raten ab. Der Gipfel der Demütigung war 1299 erreicht: Konrad von Landau musste im Zuge eines Verkaufs an das Deutschordenshaus in Altshausen dem Komtur versprechen, die Kaufsumme zur Erleichterung seiner Schuldenlast zu verwenden.
Während die Brüder Konrad und Eberhard von Landau die einstige schwäbische Vormachtstellung ihrer Familie restlos einbüßten und sich vergeblich gegen den Abstieg in die politische Bedeutungslosigkeit stemmten, gelang es ihrem Württemberger Vetter Graf Eberhard, dem Erlauchten, nach und nach Grüninger Positionen im Neckarbecken wiederzubesetzen. So versuchte er spätestens ab 1301, Burg und Stadt Grüningen in seinen Besitz zu bringen: König Albrecht von Habsburg bekannte am 11. März 1301 in Schwäbisch Hall, dem Grafen Eberhard von Württemberg 12.000 Pfund Heller schuldig zu sein, und verpfändete ihm dafür wunschgemäß Burg und Stadt Grüningen. 1336 sollte es Eberhards Nachfolger Graf Ulrich III. von Württemberg schließlich gelingen. Von König Ludwig als Erblehen übertragen, gelangten die Württemberger Grafen somit erneut und diesmal endgültig in den Besitz von Grüningen und der Reichssturmfahne, die sie ab 1495 auch als Herzöge in ihr viergeteiltes Wappen übernahmen. Und den Grafentitel „von Grüningen“ führte selbst der zum König gekrönte Friedrich von Württemberg noch als Nebentitel. Das belegt eine Urkunde von 1806, in der er sich unter anderem „Graf zu Gröningen“ nannte.

## Familie

### Drei Namensträger Hartmann von Grüningen
Die seriöse Geschichtsschreibung kennt drei Grafen Hartmann von Grüningen: Hartmann I. (urk. ab 1237, verstorben 1280), seinen Sohn Hartmann II. (urk. ab 1265, verstorben vor 12. März 1273) und Hartmann III. (urk. 1284). Hartmann I. und Hartmann II. werden von 1265 bis 1274 als senior und junior unterschieden. Hartmann II. gilt als jung verstorben und daher weniger relevant als sein Vater.
Dieser Hartmann II. wird erstmals 1265 genannt, als sein Vater, Hartmann I. von Grüningen („senior“), Ländereien an das Kloster Salem mit Zustimmung des Juniors veräußert. Sollte er zu diesem Zeitpunkt bereits geschäftsfähig gewesen sein, wäre er vor 1252 von einer ersten unbekannten Gattin Hartmanns I. geboren worden. In der Folgezeit wird er mehrfach erwähnt, fehlt aber im Jahr 1273 bei einer Aufzählung der Söhne von Hartmann I. und seiner zweiten Gattin Hedwig von Veringen. Daher die allgemeine Vermutung, dass er vorher verstorben sei, was durch die Überlieferung gestützt wird, wonach 1273 ein Hartmann von Grüningen in Heiligkreuztal, dem Hauskloster der Grafen von Grüningen, beigesetzt wurde. Auch das Gemälde in Heiligkreuztal, das Hartmann I. von Grüningen und seine vier Söhne Hartmann, Eberhard, Konrad und Ludwig zeigt, weist das Sterbedatum 1280 dem Vater Hartmann I. zu. Dagegen könnte allenfalls sprechen, dass Hartmann I. nicht nur 1273, sondern auch 1274 noch senior genannt wurde: Am 23. April 1274 übergab Graf Hartmann der Ältere von Grüningen in Heiligkreuztal mit Zustimmung seiner Gemahlin Hedwig „und seiner sämtlichen Söhne“ Konrad, Ludwig und Eberhard dem Konvent und Kloster Salem das Eigentumsrecht der Besitzungen Elisabeths, der Witwe Ritter Konrads von Schatzberg. Auch wenn Hartmann II. wie seine Schwestern Agnes und Adelheid einer ersten Ehe seines Vaters entstammte, spricht das Fehlen Hartmanns II. in der Urkunde von 1274 dafür, dass dieser Sohn im Jahr zuvor (1273) verstorben war. Dann war es aber der Vater Hartmann I., der bis 1280 lebte und in Markgröningen beigesetzt wurde, was in der bisherigen Geschichtsschreibung auch nie bezweifelt wurde, lediglich Fendrich (2016) grenzt die drei Hartmann von Grüningen anders voneinander ab.

#### Ein dritter Hartmann von Grüningen
Gemäß Urkunde von 1284 übergab auf Burg Landau ein einmalig genannter „Hartmann von Gottes Gnaden Graf von Gröningen“ um seines Seelenheils willen das Eigentumsrecht aller Besitzungen und Leute in Bleichen („villa Blachun“), womit der Ritter Marquard von Bleichen von ihm belehnt war, dem Kloster Söflingen. Sollte dies Hartmann II. sein, wäre sein Vater erst 1280 gestorben. Naheliegender ist, dass es sich 1284 um einen weiteren Hartmann (III.) handelte. Diese Deutung erscheint dadurch stichhaltig, dass ab 1280 der nachgeborene Konrad II. Chef des Hauses Grüningen-Landau wurde, was ausschließt, dass Hartmann II. da noch lebte. Dessen mutmaßlicher Sohn Hartmann III. wäre Anfang der achtziger Jahre noch minderjährig gewesen. Allerdings hätte er spätestens 1284 an Konrads Stelle treten müssen. Denkbar wäre ein Datierungsfehler und die Zuordnung der Urkunde zu Hartmann II. (1274). Hiergegen spricht jedoch die Nennung des Ritters Marquard von Bleichen in der Urkunde von 1284. Dieses nach Unterbleichen benannte Rittergeschlecht erscheint erstmals urkundlich 1258 mit „Her. miles de Blaichun“, danach 1280 und 1286 mit Marquard von Bleichen und zuletzt 1299 und 1304 mit Ritter Heinrich von Bleichen. Der 1286 als „dominus“ bezeichnete Marquard war gewiss der o. g. Ritter Marquard, so dass sich die Urkunde von 1284 nahtlos in Marquards andere beiden Nennungen von 1280 und 1286 einfügt. Es ist zwar nicht ausgeschlossen, dass Marquard schon 1274 geschäftsfähig gewesen sein könnte, aber die drei urkundlichen Nennungen Marquards von 1280 bis 1286 erlauben es nicht, eine Fehldatierung der Urkunde von 1284 zu belegen.
Die relevanten historischen und genealogischen Nachschlagewerke, insbesondere Lorenz (1997) und Schwennicke (1984), verzeichnen den 1284 genannten Grafen folgerichtig als Hartmann III.

### Geschwister
Hartmann II. hatte drei Brüder und vermutlich drei Schwestern:
- Agnes von Grüningen, die vor 1263 mit Graf Rudolf II. von Montfort vermählt wurde[25] und deshalb von einer vorangegangenen Ehe stammen muss;[26]
- Adelheid von Grüningen, vermutete Äbtissin von Heiligkreuztal, die wie Hartmann III. von einer vorangegangenen Ehe stammen soll;
- Anna von Grüningen, wurde laut Sommer „nach dem Tode ihres Vaters“ Priorin von Kloster Offenhausen[27] und urkundete als solche 1277;[28]
- Konrad II. von Grüningen-Landau (ca. 1254–1300), ab Oktober 1280 Chef des Hauses, musste die Ansprüche auf die Grafschaft Grüningen aufgeben und einen gravierenden politischen Bedeutungsverlust seiner Familie hinnehmen; er nannte sich zuletzt nur noch Graf von Landau;
- Ludwig von Grüningen-Landau, Geistlicher im Domkapitel zu Augsburg, Kirchherr zu Grüningen und Cannstatt;
- Eberhard I. von Landau, der vergeblich versuchte, durch eine Ehe mit Richenza von Calw-Löwenstein nochmals die Position des Hauses im Unterland zu stärken.

### Ehe und Nachkommen
Verheiratet war Hartmann II., wie die ehemalige Glockenstifter-Inschrift in der Grüninger Bartholomäuskirche nahelegt, um 1272 mit einer Tochter des Herrn von Eberstein, wahrscheinlich einer Tochter des Grafen Otto I. von Eberstein (urk. ab 1207, † 1279) und seiner dritten Ehefrau Beatrix von Krautheim (urk. 1252–1262, Wolfrads II. Tochter).
Zu Hartmanns teils schwach belegten Nachkommen zählen:
- Conrad von Grüningen († 1277 bei Chalon, Frankreich);[30]
- Beatrix von Grüningen, vermutlich eine Enkelin der namengebenden Beatrix von Eberstein[31] und verheiratet mit Herzog Hermann I. von Teck.[32]
- Hartmann III. von Grüningen, der nur 1284 urkundlich erwähnt wird.[33]

- Adelheid von Landau, 1293 verheiratet mit dem Edlen Berthold von Mühlhausen, der mehrfach in Grüningen urkundete und eng mit den Grafen Eberhard I. von Württemberg und Konrad von Grüningen-Landau kooperierte;[34] diese Adelheid heiratete zwischen 1278 und 1293 und kommt daher als Tochter Hartmanns II. in Betracht.[35]

Hartmanns II. Witwe könnte eine zweite, nicht standesgemäße Ehe mit Arnold von Tamm eingegangen sein, da eine „Gräfin von Grüningen“ 1304 gemeinsam mit diesem in Esslingen urkundete.

## Weiterführende Informationen